# Сегура, Клара
Клара Сегура (исп. Clara Segura; род. 6 мая 1974, Сан-Жуст-Десверн, Испания) — испанская актриса

 театра и кино.

## Биография
Окончила курс «драматическое искусство» Театрального института в 1996 году. Многие из ранних работ были в музыкальном театре.
После нескольких лет работ на сценах стала известна широкой публике в 2004 году, снявшись в фильме «Море внутри», который получил премию «Оскар».
Создав театральную труппу «Total Memo» вместе с Бруно Оро, они стали авторами, режиссёрами и главными героями комедий «Maca per favor», «Les postres» и «No et moguis». Оба были также создателями и главными героями юмористического сериала «Vinagre», транслировавшегося на TV3 в 2008 году.